# Waldkirchen an der Thaya
Waldkirchen an der Thaya – gmina targowa w Austrii, w kraju związkowym Dolna Austria, w powiecie Waidhofen an der Thaya. Liczy 553 mieszkańców (1 stycznia 2014).